# Neoquernaspis hainanensis
Neoquernaspis hainanensis är en insektsart som först beskrevs av Hu 1985.  Neoquernaspis hainanensis ingår i släktet Neoquernaspis och familjen pansarsköldlöss. Inga underarter finns listade i Catalogue of Life.